# Glenrothes
Glenrothes (Gleann Rathais) is een plaats in het Schotse bestuurlijke gebied
Fife in centraal Schotland. De plaats telt 38.360 inwoners (2020) en ligt halverwege Edinburgh en Dundee. Glenrothes is de hoofdplaats van Fife en ligt op ongeveer 5 km van de Noordzee. 
De plaats is via de A92 verbonden met Dunfermline, Kirkcaldy en Dundee. Aan de rand van de plaats liggen twee stations aan de Fife Circle Line: station Glenrothes with Thornton en station Markinch. 

## Geboren
- Dougray Scott (1965), acteur
- Kevin McHattie (1993), voetballer

## Partnerstad
- Böblingen (sinds 1971)